# المحروسه
المحروسه (به عربی: المحروسة) یک روستا در سوریه است که در ناحیه جب رمله واقع شده‌است. المحروسه ۶٬۵۷۹ نفر جمعیت دارد.